# Régie de l'assurance maladie du Québec

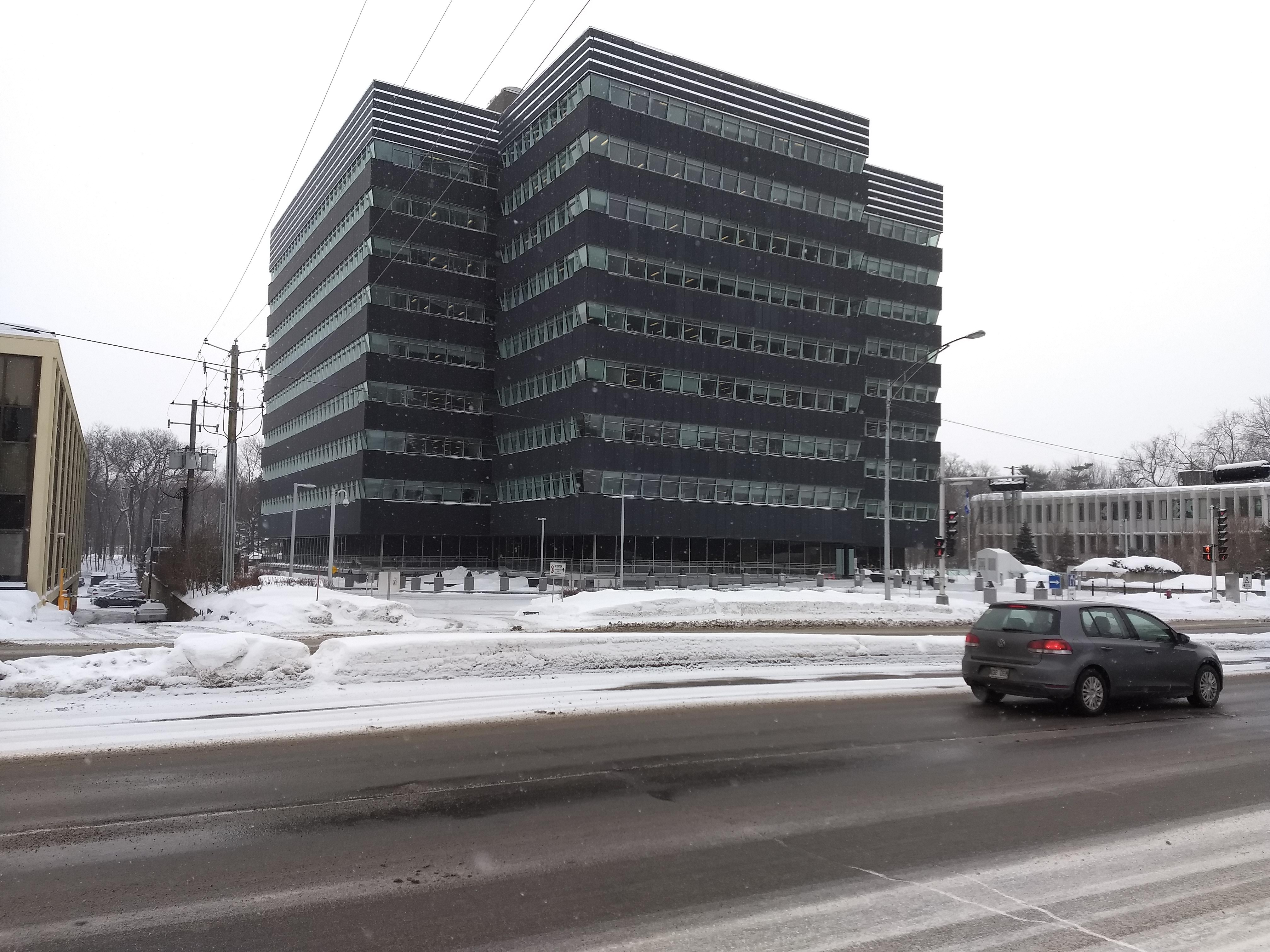
Sede de la RAMQ (Québec, Canadá)

Régie de l'assurance maladie du Québec (RAMQ - Administración del seguro de salud de Quebec) es el régimen de seguro de salud que ofrece atención médica en todo el territorio quebequense. Todos los residentes de Quebec son admisibles al régimen de seguro de salud. Para aprovechar ese beneficio, se debe estar inscrito en la RAMQ, con el fin de obtener una tarjeta de seguro de salud. 
Ese régimen cubre todos los servicios de atención médica esenciales, pero no los tratamientos particulares, como la cirugía estética y las medicinas paralelas llamadas naturales o alternativas. Antes de consultar a un médico u otro especialista de la salud, hay que asegúrarce de que participa en el régimen de seguro de salud de Quebec. Si no es el caso, se tendrán que pagar por los servicios que preste.

## Admisión al régimen
La tarjeta de seguro de salud permite obtener la atención de la salud – servicios médicos y hospitalización – cubiertos por el régimen de seguro de salud quebequense.
Las personas que se radican en Quebec están cubiertas generalmente por el régimen después de un período de espera de tres meses siguientes a su inscripción en la Régie d’assurance maladie du Québec (RAMQ). Existen exenciones del período de espera. Las personas sometidas al período de espera deben asumir por sí mismas los costos de los servicios de salud que se les prestarán durante ese período, o bien contratar un seguro privado.
Sin embargo, algunos servicios de salud pueden prestársele gratuitamente durante el período de espera: los servicios ligados al embarazo o los necesarios para personas víctimas de violencia, así como los dispensados a las personas que tengan problemas de salud de carácter infeccioso que incidan sobre la salud pública.
Los inmigrantes procedentes de países que han concluido un acuerdo de reciprocidad en materia de seguridad social con Quebec no están sometidos a ese período de espera. Pero deben aportar un comprobante de seguro del régimen de seguridad social de su país de origen en el momento de su inscripción en la RAMQ. Los países que han concluido ese tipo de acuerdo con Quebec son: Dinamarca, Finlandia, Francia (presentar el formulario SE-401-Q-207), Grecia, Luxemburgo, Noruega, Portugal y Suecia.
Por lo general, una persona no puede ausentarse de Quebec más de 183 días por año civil para continuar cubierta por el régimen de seguro de salud.
Desde la llegada, hay que comunicarlo o presentarse en una oficina de la RAMQ para suministrar los datos requeridos para su inscripción. Según el caso, la RAMQ entrega o hace llegar un formulario de inscripción. 

## Seguro de medicamentos
Todos los quebequenses deben estar cubiertos por un seguro de medicamentos. Para conocer los dos tipos de régimen de seguro que ofrecen esa protección, consulte el sitio de la RAMQ.